# Прогрес (Правдинський район)
Прогре́с (рос. Прогресс), до 1950 року — Аугліттен (нім. Auglitten) — селище в Правдинському районі Калінінградської області Російської Федерації. Входить до складу Правдинського міського поселення.

## Історія
У 1256 році загін лицарів Тевтонського ордену після короткотривалої облоги взяв штурмом дерев'яну прусську фортецю Охтолита, захисників перебили, а поселення спалили вщент. Того ж року прусське укріплене поселення було розширене і перебудоване в орденхаус, що отримав назву Аугліттен. До 1368 році поряд з орденхаусом почали селитися німецькі колоністи.
У 1406 році в Аугліттені була збудована школа, у 1423 році — водяний млин, у 1446 році — трактир, у 1450 році — кам'яна кірха.
До середини XVI століття орденхаус з прилеглим селом перетворилися у процвітаючий дворянський маєток.
1950 року селище було перейменоване на Прогрес.
Згідно з результатами Всеросійського перепису населення 2010 року в Прогресі постійних мешканців немає.